# Josefine Jönsson
Josefine Jönsson, född 14 mars 1989 i Lund, Uppväxt i Kävlinge och är en svensk drakbåtspaddlare. Josefine Jönsson har sen några år bott i Helsingborg men bor nu i Stockholm och tävlar för Kajakklubben Eskimå.
2016 är Jönsson uttagen för att representera det svenska landslaget på drakbåts-EM i Rom den 29-31 juli som blir hennes andra Europamästerskap samt drakbåts-VM i Moskva den 8-11 september, som blir hennes fjärde Världsmästerskap totalt.

## Biografi
Josefine var sen tidigare en lovande elitsimmare mellan ålder 13-20 år, där hon tog en rad medaljer på de svenska ungdomsmästerskapen men även ett silver i lagkapp på de Svenska Mästerskapen. En rad skador och sjukdomar gjorde att hon valde att lägga baddräkten på hyllan (2009) och istället fokusera på en tränarkarriär inom simningen.
2013 Blev Josefine presenterad för Drakbåtspaddling via en vän och hittade snabbt kärlek för sporten. Redan samma år blev hon uttagen till ungdomslandslaget och gjorde sin första Drakbåtstävling på IDBF- VM i Szeged 2013, där hon också kammade hem  ett silver respektive ett brons. Sen dess har hon varit med på en rad mästerskap och kammat hem en rad nationella samt internationella mästerskapsmedaljer och kan även titulera sig Svenskmästarinna, respektive Europamästarinna.

## Meriter
IDBF-VM
- Szeged 2013
  - Silver 20manna mix 1000m (U24) [3]
  - Brons 20manna mix 500m (U24) [3]

ICF-VM
- Poznan 2014
  - Silver 10manna dam 500m [4]
  - Silver 10manna dam 2000m [4]
  - Brons 20manna mix 500m [4]

ECA-EM
- Auronzo di Cadore 2015
  - Guld 20manna mix 200m [5]
  - Silver 20manna dam 500m [6]
  - Brons 20manna mix 500m [7]
  - Brons 20manna mix 2000m [8]
  - Brons 10manna dam 200m [9]
  - Brons 10manna mix 2000m [10]
  - Brons 10manna dam 2000m [10]

EDBF-EM
- Rom 2016
  - Guld 10manna dam 500m
  - Silver 10manna dam 200m
  - Silver 10manna dam 1500m

SM
- Nyköping 2015
  - Guld 10manna mix 200m
  - Silver 10manna mix 500m
- Jönköping 2014
  - Guld 10manna mix 200m
  - Guld 10manna mix 500m

## Artiklar
1. http://helsingborg.lokaltidningen.se/flygfardig-drake-till-vm-/20140822/artikler/708279951
2. http://helsingborg.lokaltidningen.se/medaljskord-for-sverige-/20140908/artikler/709109889
3. http://helsingborg.lokaltidningen.se/nu-h%C3%A4grar-guldet-/20150630/artikler/712318827/
4. http://helsingborg.lokaltidningen.se/tog-ett-historiskt-guld-/20150713/artikler/707229979/1447